# Parmenonta wickhami
Parmenonta wickhami är en skalbaggsart som beskrevs av Schaeffer 1908. Parmenonta wickhami ingår i släktet Parmenonta och familjen långhorningar. Inga underarter finns listade i Catalogue of Life.